# Hypolepis smithii
Hypolepis smithii là một loài dương xỉ trong họ Dennstaedtiaceae. Loài này được Moug., Fee mô tả khoa học đầu tiên năm 1850.
Danh pháp khoa học của loài này chưa được làm sáng tỏ. 